# ساموئل باتلر
ساموئل باتلر (به انگلیسی: Samuel Butler) (زاده ۴ دسامبر ۱۸۳۵ - درگذشته ۱۸ ژوئن ۱۹۰۲) نویسنده و داستان‌نویس ساختارشکن دوره ویکتوریایی که آثار گوناگونی را آفرید.
از مهمترین و نامورترین کتاب‌های او می‌توان به یوتوپین (آرمانشهری)، اروون (بر بالای دامنه) و کتابی که پس از مرگش منتشر شد، راه آخرت "راهی که همه می‌روند"، اشاره کرد.